# Attalla
Attalla – miasto w Stanach Zjednoczonych, w stanie Alabama, w hrabstwie Etowah. W roku 2023 miasto zamieszkiwało 5818 osób, a gęstość zaludnienia wynosiła 336,3 osoby/km².